# وليد فرحاح
وليد فرحاح (وُلد 4 مايو 1992 في عين طاية) هو رياضي بارالمبي جزائري في رمي  الصولجان (ف 32)، كان أول ظهور له في دورة الألعاب البارالمبية الصيفية لسنة 2020 في طوكيو، اليابان، و قد أحرز ميدالية برونزية. تحصل على ميدالية فضية في البطولة العالمية لألعاب القوى المقامة بدبي عام 2019.